# ميزيثرا

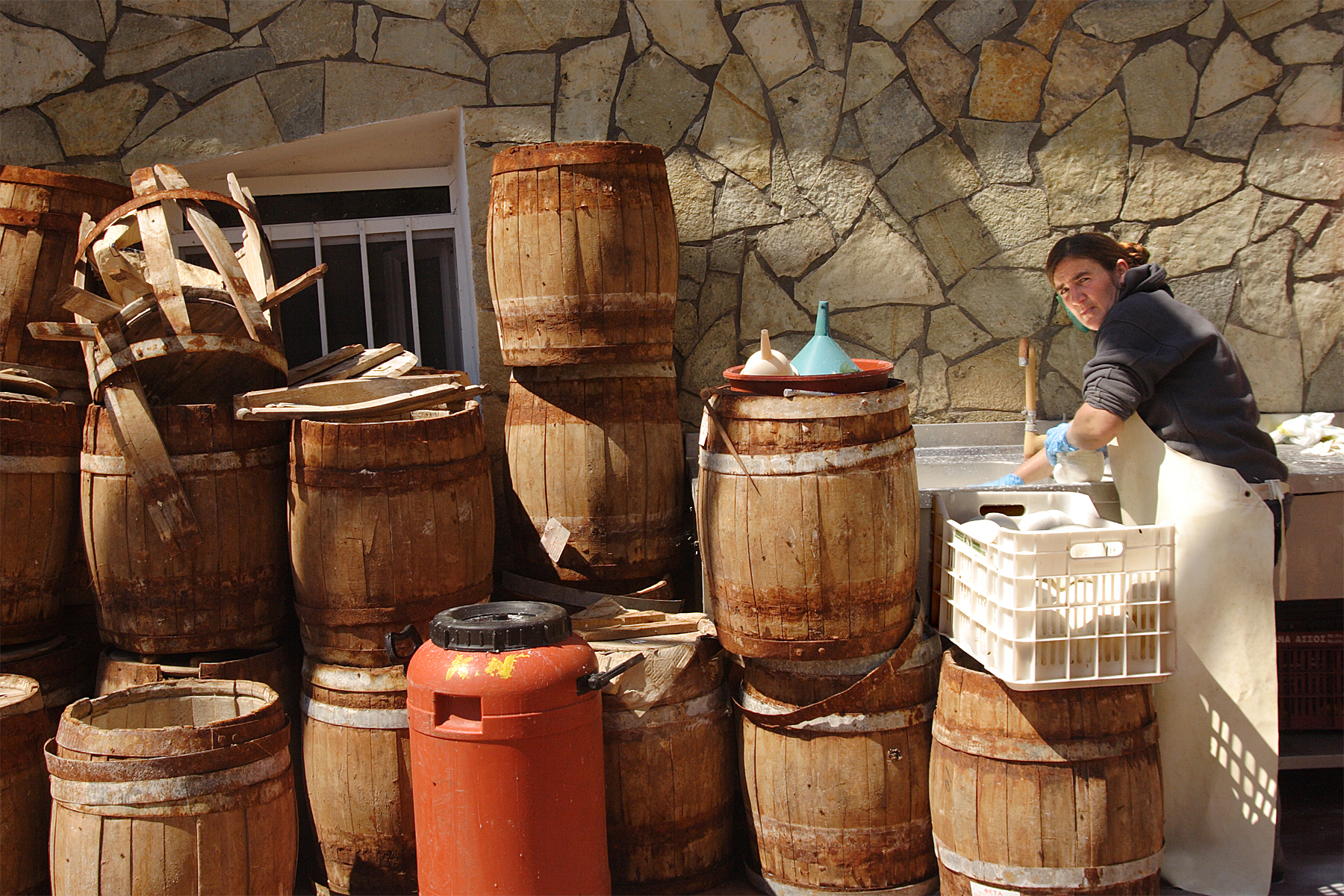
انتاج المِزِثرة

مِزِثرة أو (نقحرة: ميزيثرا) (باليونانية: μυζήθρα)‏ هو جبن طازج مصنوع من الحليب ومصل اللبن من الأغنام أو الماعز أو كليهما. عادة ما تكون نسبة الحليب إلى مصل اللبن من 7 إلى 3. الإنتاج يشبه الريكوتا الإيطالية. علاوة على ذلك، يمكن تجفيف المِزثرة بالملح لإنتاج جبنة مالحة ناضجة مماثلة لجبن الريكوتا الإيطالي.
وهي تنتج في المقام الأول على جزيرة كريت ولكنها منتشرة في مختلف أنحاء اليونان. هي أساسًا مثل الجبن المنمق على الرغم من أن الأخير قد يحتوي على بعض حليب البقر. وفي قبرص، يُعرف الجبن نفسه باسم «أناري» (Αναρή باللغة اليونانية، وnor باللغة التركية القبرصية، وlor باللغة التركية).

## إنتاج
يصنع المِزثرة من حليب النعجة الخام أو حليب الماعز بأبسط طريقة ممكنة: يُغلى الحليب ببطء لبضع دقائق ثم يُخثّر بإضافة مصل اللبن من دفعة سابقة أو بعض المواد الحمضية مثل كعصير ليمون أو خل أو حتى شجرة تين طازجة مكسورة. بمجرد تكوين الخثارة، يتم سكبها في كيس من القماش القطني وتعليقها لتجفيفها. يمكن استخدام مصل اللبن المتساقط من الكيس لتخثر الدفعة التالية من المِزثرة. بعد بضعة أيام، تشكل المِزثرة كتلة حلوة ورطبة وناعمة على شكل حقيبة معلقة ذات قاع مستدير وأعلى مخروطي. في هذه المرحلة يطلق عليه «الحلو» أو «المِزثرة الطازجة» ويمكن أكله أو خبزه في كثير من الأحيان في الفطائر.

## زينومِزثرة
المِزثرة المملحة والتي مر على صنعها وقت تصبح أكثر جفافا وكثافة وملوحة وحموضة.

## الخدمة
الجبن ناعم وطري، ناصع البياض، كريمي، ورطب. بما أنه لا يوجد ملح يضاف إلى المِزثرة، فإن له مذاق حلو ولذيذ. يتم تناوله كحلوى مع العسل أو مع الزيتون والطماطم. وهو يستخدم كجبن للمائدة، وكذلك في السلطات والمعجنات والخبز، ولا سيما في فطائر الجبن الصغيرة (حفنة الحجم) وسفاكياني بيتا (فطيرة من منطقة سفاكية).
يعتبر هذا النوع من الجبن بشكله المملح القديم المبشور مناسب بامتياز للمطبخ اليوناني، وهو مناسب بشكل خاص لرش المعكرونة الساخنة.

## الأسماء الجغرافية
تأخذ بلدة ميستراس اسمها من تل مخروطي الشكل، يُدعى مِزثرة من تشابهها مع الجبن (ستيفين رونيمان، ألباود مسافر، «موريا»).